# ارگان (فیلم)
«ارگان» (انگلیسی: Organ (film)) فیلمی در ژانر ترسناک است که در سال ۱۹۹۶ منتشر شد.